# Бартелеми Дюмортие
Вижте пояснителната страница за други личности с името Бартелеми.
Бартелеми Шарл Жозеф Дюмортие (на френски: Barthélemy Charles Joseph Dumortier) е белгийски ботаник и политик.